# 西藏岩参
西藏岩参（学名：Cicerbita sikkimensis）是菊科岩参属的植物。分布在锡金以及中国大陆的西藏等地，生长于海拔3,040米至3,700米的地区，一般生于林缘、河谷林下以及草甸，目前尚未由人工引种栽培。

## 异名
- Prenanthes sikkimensis Hook. f.